# 오늘 (텔레비전 프로그램)
《오늘》은 대한민국의 KBS에 방송됐던 저녁 교양 프로그램이다.

## 기획 의도
뉴스와 교양, 오락을 접목시켜 시청자의 기호에 알맞는 구성과 기획취재로 시청자의 욕구와 궁금증을 풀어주도록 구성하여, 평범한 사람들의 살아가는 모습을 담겼다.

## 방송 시간
- KBS 2TV - 1984년 4월 2일 ~ 1987년 2월 27분, 매주 월 ~ 금요일 저녁·밤 시간대

## 역대 진행자
- 신완수
- 왕영은

## 같이 보기
- 저녁
- 무한지대 큐, 2TV 생생정보 (2000년대 이후 부활)